# فورسولتیامین
فورسولتیامین (INN؛ با نام شیمیایی تیامین تتراهیدروفورفوریل دی‌سولفید و یا TTFD، و نام های تجاری Adventan, Alinamin-F، Benlipoid, Bevitol Lipophil, Judolor, Lipothiamine) یک دارو و ویتامین مورد استفاده در درمان کمبود تیامین است. از نظر شیمیایی، مشتق دی سولفید تیامین محسوب می شود و از لحاظ ساختاری مشابه آلیتیامین است.
این ماده در دهه ۱۹۶۰ در ژاپن از آلیتیامین سنتز شد. هدف از تولید این ماده ایجاد شکلی از تیامین با چربی دوستی بهبود یافته و برای درمان کمبود ویتامین B۱ (به عنوان مثال، بری‌بری) بود. متعاقباً این محصول نه تنها در ژاپن بلکه در اسپانیا، اتریش، آلمان و ایالات متحده نیز به صورت تجاری در دسترس قرار گرفت. به عنوان یک ویتامین، به صورت داروی بدون نسخه نیز در دسترس است.

## بیشتر خواندن
- Lonsdale D (September 2004). "Thiamine tetrahydrofurfuryl disulfide: a little known therapeutic agent". Medical Science Monitor. 10 (9): RA199–203. PMID 15328496.